# Emo (Ontario)
Emo – miasto-gmina (ang. township) w Kanadzie, w prowincji Ontario, w dystrykcie Rainy River, tuż przy granicy ze Stanami Zjednoczonymi. Liczba ludności: 1 305 (2006).
Emo zostało założone w roku 1899 przez irlandzkich emigrantów. Pierwszym przewodniczącym rady miejskiej (ang. reeve) był Alexander Luttrell, który nazwał miasto na pamiątkę irlandzkiej wsi Emo, skąd pochodził.
W Emo znajdują się kościoły sześciu różnych wyznań: anglikański, baptystyczny, katolicki, chrześcijański zreformowany i Knox United Church oraz 20 minut na północ poza miastem kościół ewangelicki (ang. Evangelical Covenant).
Od 2001 co roku w mieście nad Rainy River odbywają się dwudniowe zawody wędkarskie Emo Walley Classic, gdzie zawodnicy startują parami. Mimo wysokiego wpisowego (600 dolarów kanadyjskich w 2011) udział bierze ok. 60 zespołów z Kanady i Stanów Zjednoczonych. Główna wygrana to ok. 8 000 dolarów kanadyjskich (2010).